# Actinoseta
Actinoseta is een geslacht van kreeftachtigen uit de klasse van de Ostracoda (mosselkreeftjes).

## Soorten
- Actinoseta chelisparsa Kornicker, 1958
- Actinoseta hummelincki Kornicker, 1981
- Actinoseta jonesi Kornicker, 1981
- Actinoseta nodosa Kornicker, 1981